# Richard Munday
Richard Burnard Munday (ur. 31 stycznia 1896 w Plymouth, zm. 1932) – angielski as myśliwski z czasów I wojny światowej. Osiągnął 9 zwycięstw powietrznych. Należał do zaszczytnego grona Balloon Buster.
Richard Burnard Munday urodził się w Plymouth. Przed przystąpieniem do armii brytyjskiej studiował medycynę. Do Royal Naval Air Service wstąpił w 1915 roku. Od lata 1917 roku rozpoczął służbę w No. 8 Naval Squadron (8N). Pierwsze zwycięstwo powietrzne odniósł nad samolotem Albatros D.V 18 sierpnia 1918 roku wspólnie z innymi asami Charlesem Dawsonem Bookerem i Edwardem Duncanem Crundallem.
Następnych pięć zwycięstw odniósł nad niemieckimi balonami obserwacyjnymi. 3 z nich odniósł w czasie lotów nocnych, co było wówczas rzadkością. 
Po zakończeniu wojny pozostał w lotnictwie wojskowym. Wiadomo, że 1 stycznia 1927 został mianowany dowódcą eskadry.